# Tina Beaudry-Mellor
Pour les articles homonymes, voir Beaudry et Mellor.
Tina Beaudry-Mellor est une femme politique provinciale canadienne de la Saskatchewan. Elle représente la circonscription de Regina University à titre de députée du Parti saskatchewanais de 2016 à 2020.

## Carrière politique
Peu après son élection, Beaudry-Mellor entre au cabinet à titre de ministre des Services sociaux et ministre responsable du Statut de la femme en août 2016.
Faisant suite à la démission de Brad Wall, elle annonce en août 2017 son intention de briguer la chefferie du Parti saskatchewanais. Elle sera éliminée au deuxième tour et terminera avant-dernière d'une course qui choisie Scott Moe.